# Mordy
Mordy – miasto w Polsce w województwie mazowieckim, w powiecie siedleckim, położone 19 km na północny wschód od Siedlec, siedziba gminy miejsko-wiejskiej Mordy. 
Miasto prywatne, później miasto królewskie posiadało prawo magdeburskie w 1486 roku, położone było w ziemi drohickiej województwa podlaskiego. W latach 1975–1998 miasto administracyjnie należało do woj. siedleckiego.

## Historia
- 1408 początki miejscowości – siedziba parafii
- 1434 Mordy własnością rodziny Korczewskich, następnie Hlebowiczów
- 1486 lokacja miasta na prawie chełmińskim[3]
- 1550 (ok.) Mordy stają się własnością Radziwiłłów
- 1553–1554 Mikołaj Radziwiłł Czarny usunął miejscowego proboszcza i na jego miejsce wprowadził „ministra helweckiego”
- 1563 synod ariański w Mordach
- 1569 miasto znalazło się w granicach Korony
- 1571 Mikołaj Krzysztof Radziwiłł Sierotka, syn Mikołaja wrócił do katolicyzmu, zbór zamknięto, przywrócono parafię katolicką[4], własność Ciecierskich herbu Rawicz, którzy wznieśli tu zamek obronny
- 1596 Do Unii brzeskiej istniała tu Cerkiew prawosławna. Historia politycznych, a zapewne także religijnych, wpływów ruskich na obszarze szeroko rozumianego Podlasia może sięgać okresu, kiedy jego południowe obszary znalazły się pod kontrolą Rusi Kijowskiej, czyli nawet X w.[5]. W XIII wieku powstała siedziba parafii prawosławnej należąca do Diecezji włodzimierskiej, ziemi drohickiej[6].
- 1655–1660 zamek zniszczony podczas potopu szwedzkiego
- 1717 w miejscu dawnego zamku wybudowano barokowy pałac
- 1795 w zaborze austriackim
- 1809 w Księstwie Warszawskim
- 1815 potem w Królestwie Polskim
- 1828–1830 Mordy własnością króla pruskiego Fryderyka Wilhelma, od którego zostały wykupione przez Bank Rządu Królestwa Polskiego
- 1869 utrata praw miejskich
- 1919 odzyskanie praw miejskich
- listopad 1941 – utworzenie przez Niemców we wschodniej części miasta getta dla ludności żydowskiej[7]. Ogółem przez getto przeszło ok. 4500 Żydów z Mordów i okolicznych miejscowości[7]. Zostało ono zlikwidowane 22 sierpnia 1942, a jego mieszkańcy wywiezieni do obozu zagłady w Treblince[7].
- 1944–1945 – w okolicach formuje się z mieszkańców okolicznych miast i wsi 8 dywizja piechoty 2 Armii Wojska Polskiego[8].

### Nazwa
Nazwa znana jest od XV wieku, w 1580 pojawia w notatkach zapisana jako Mordi. Pochodzi ona prawdopodobnie od przezwiska Morda, użytego w liczbie mnogiej.

## Demografia

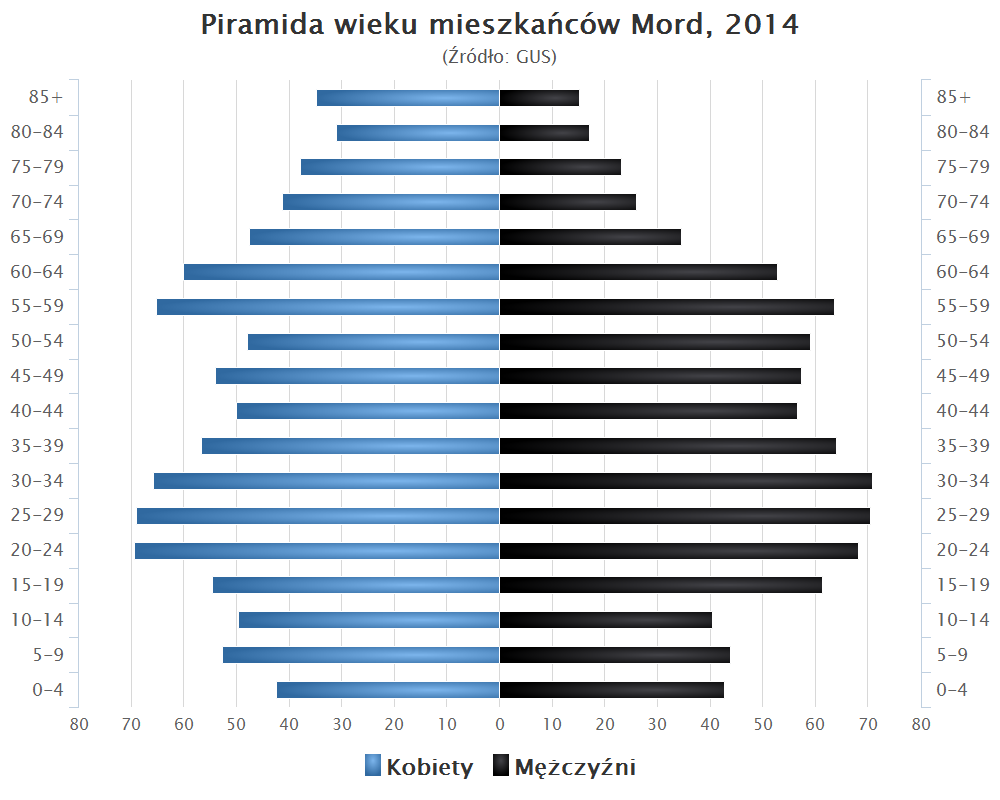
Piramida wieku mieszkańców Mordów w 2014 roku

## Polityka
Burmistrzowie:
Kazimierz Waszczuk (1990-1992)
Janina Olszewska (1992-1998)
- Andrzej Piotrowski (1998–2010)
- Jerzy Wąsowski (2010–2014)
- Jan Paweł Ługowski (2014–2024)
- Łukasz Albin Wawryniuk (od 2024)

## Transport
698 Siedlce – Mordy – Łosice – Terespol
Linia kolejowa nr 31: Siedlce – Mordy – Czeremcha – Hajnówka – Cisówka

## Architektura

### Zabytki
- zespół pałacowo-parkowy z 1 połowy XIX wieku: zrąb pałacu pochodzi z ok. 1717 r., fundacja rodziny Ciecierskich. Około 1838 r. rodzina Zembrzuskich gruntownie przebudowała pałac w stylu klasycystycznym. W 2 połowie rozbudowano pałac. Ostatnimi właścicielami pałacu była rodzina Przewłockich. Ostatni raz był remontowany w latach 1963–1964. Obecnie zdewastowany. Barokowa brama przejazdowa pochodzi z początku XVIII wieku. W 2018 odzyskany przez Przewłockich.
- barokowy kościół św. Michała Archanioła z 1738 r. (Parafia św. Michała Archanioła w Mordach).

## Galeria

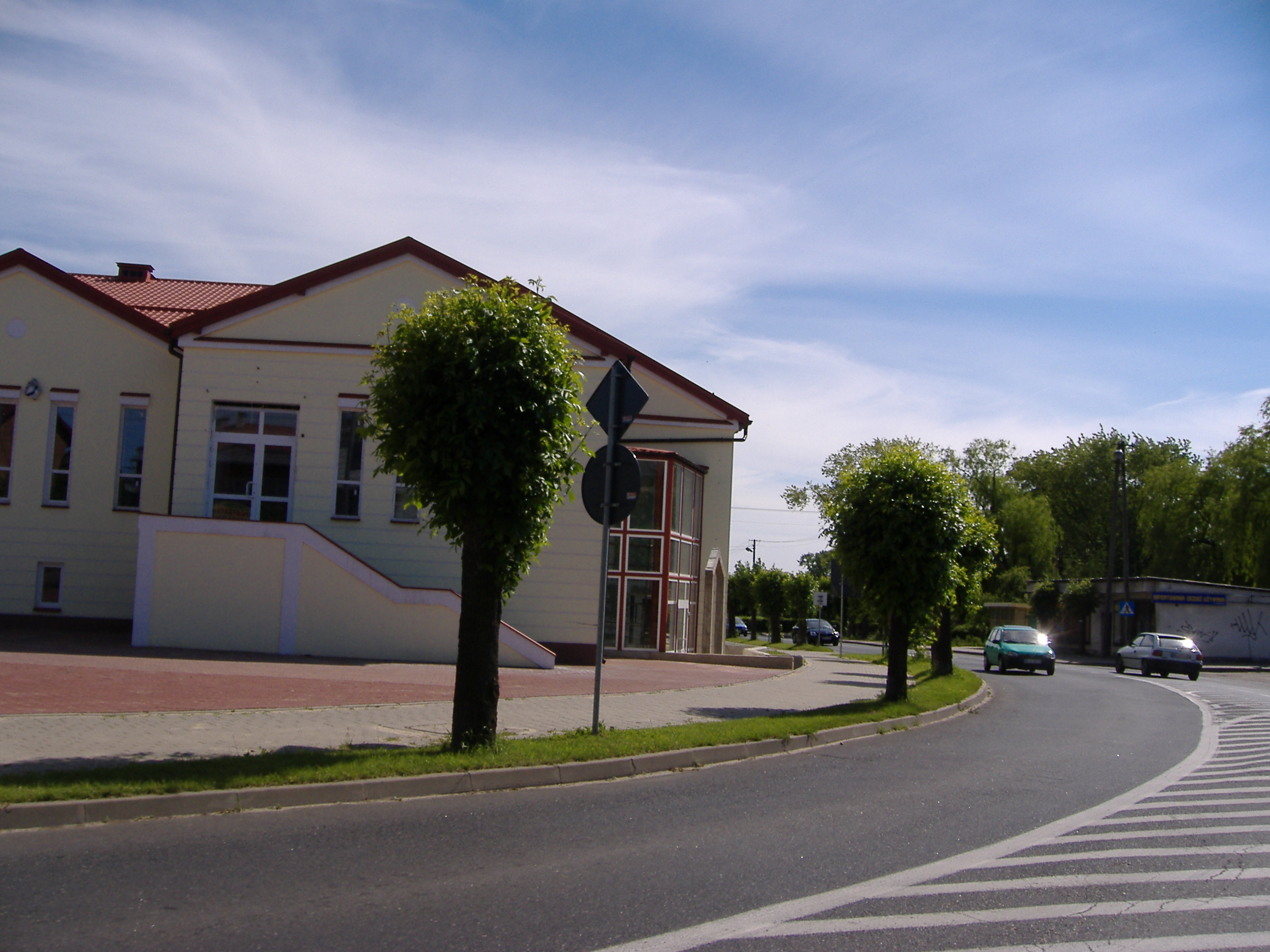
Fragment rynku
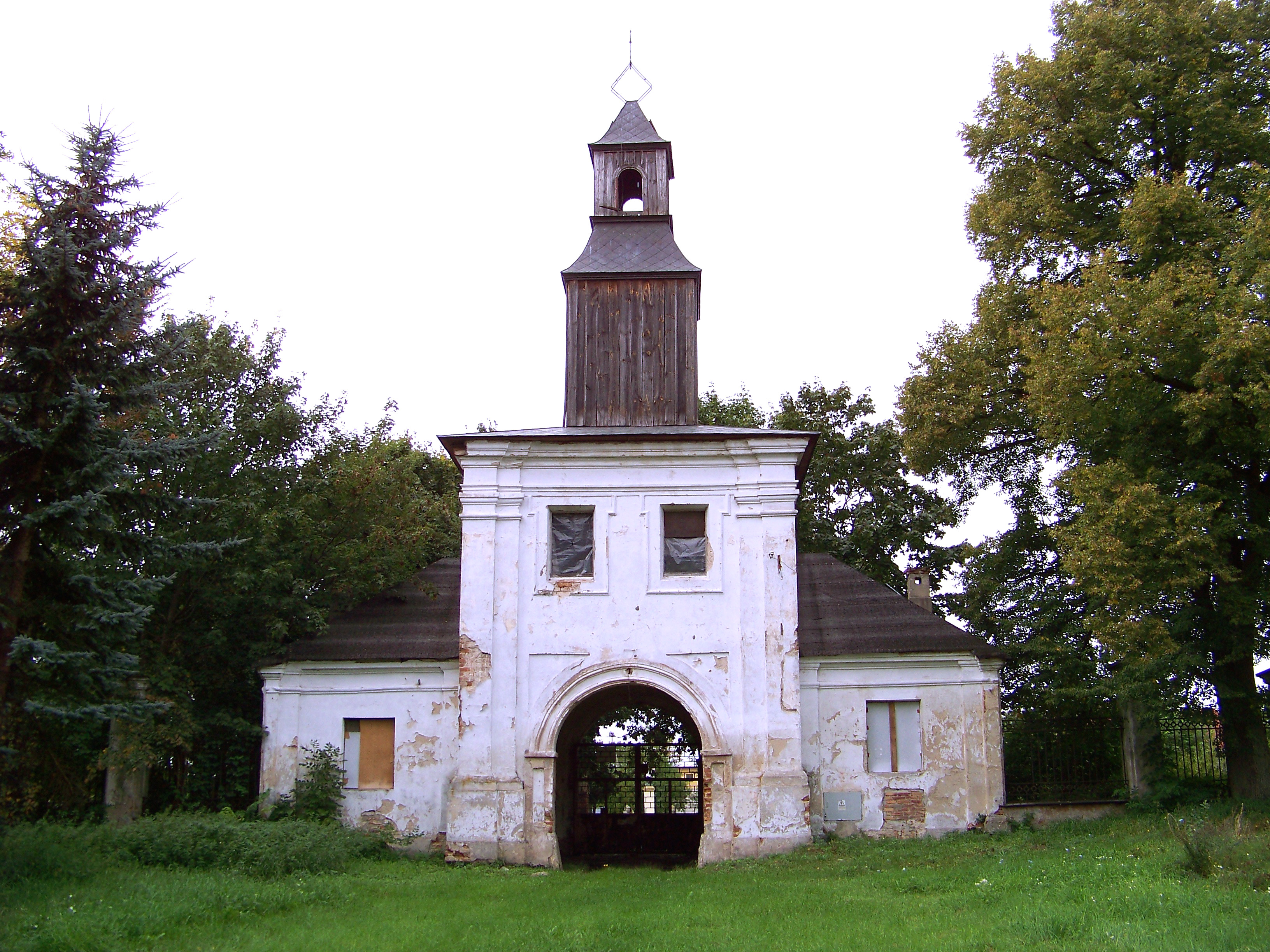
Brama wjazdowa do pałacu
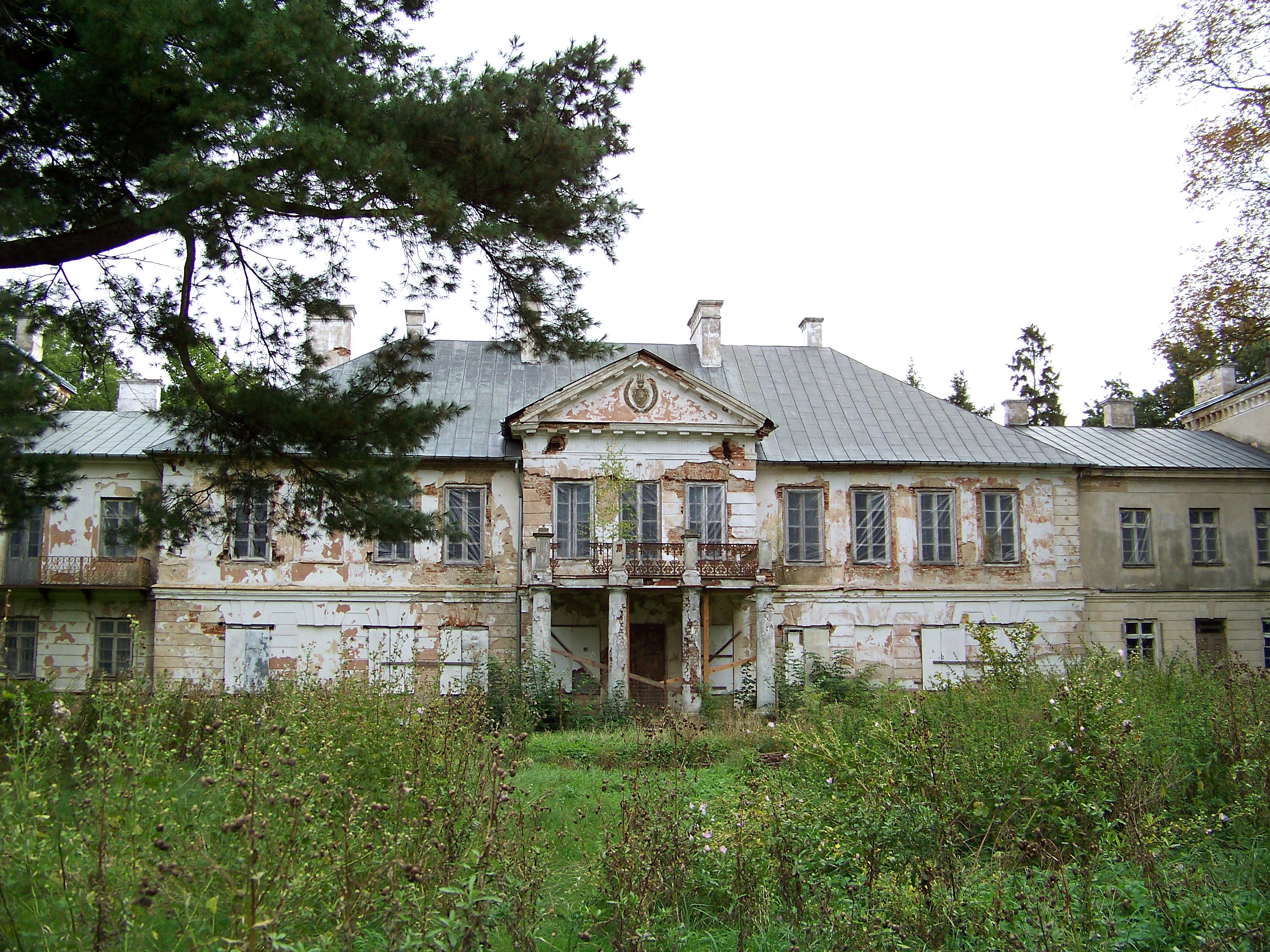
Fronton pałacu w Mordach (2012)
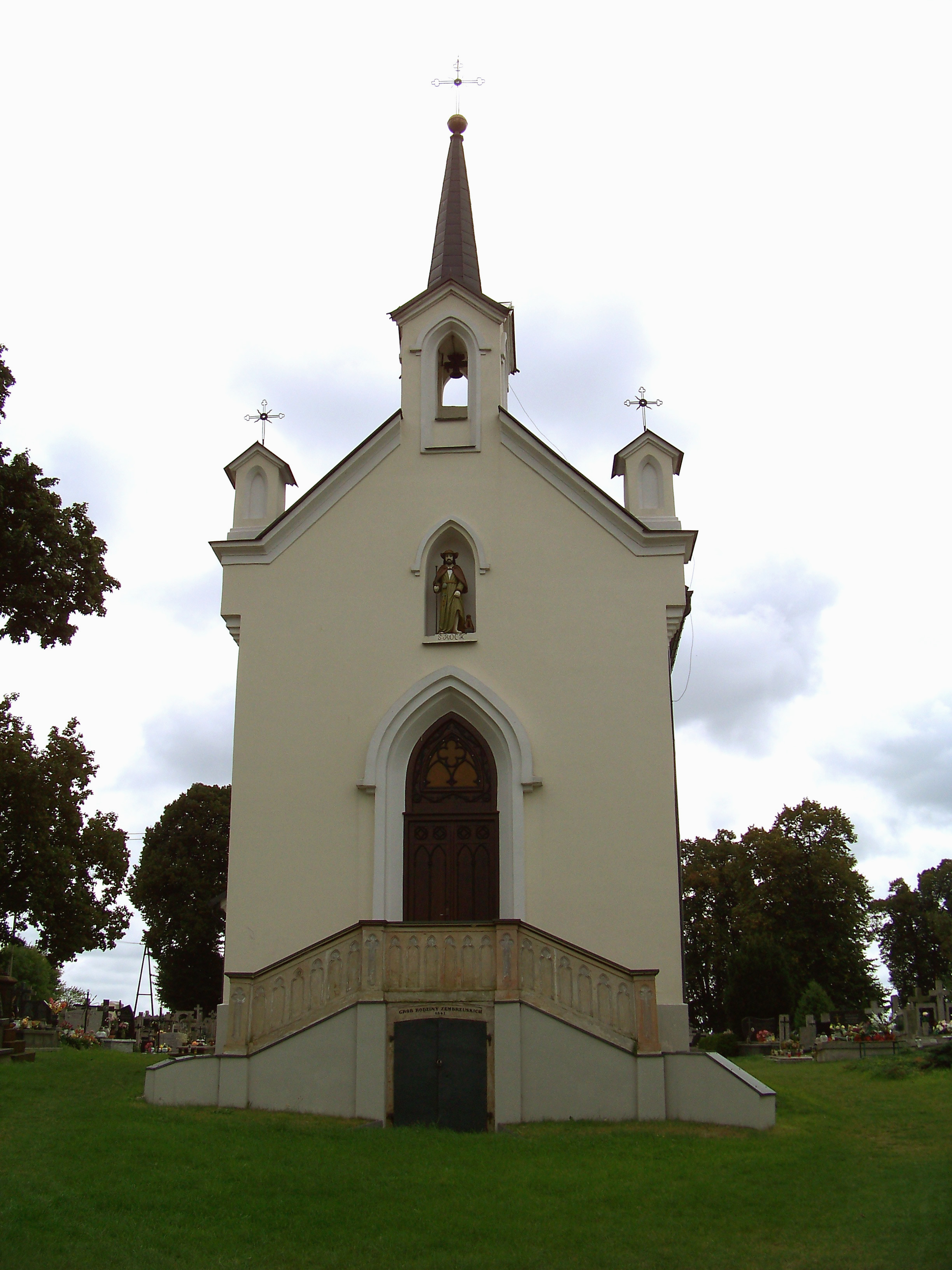
Kaplica cmentarna
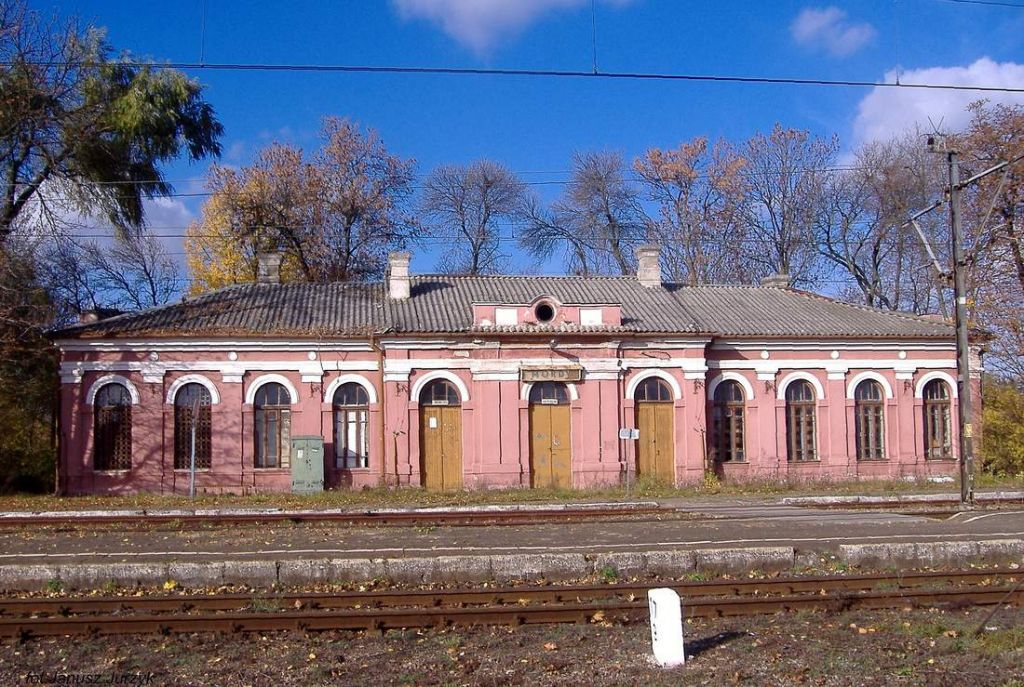
Stacja kolejowa w Mordach (widoczna sieć trakcyjna – obecnie nieistniejąca)
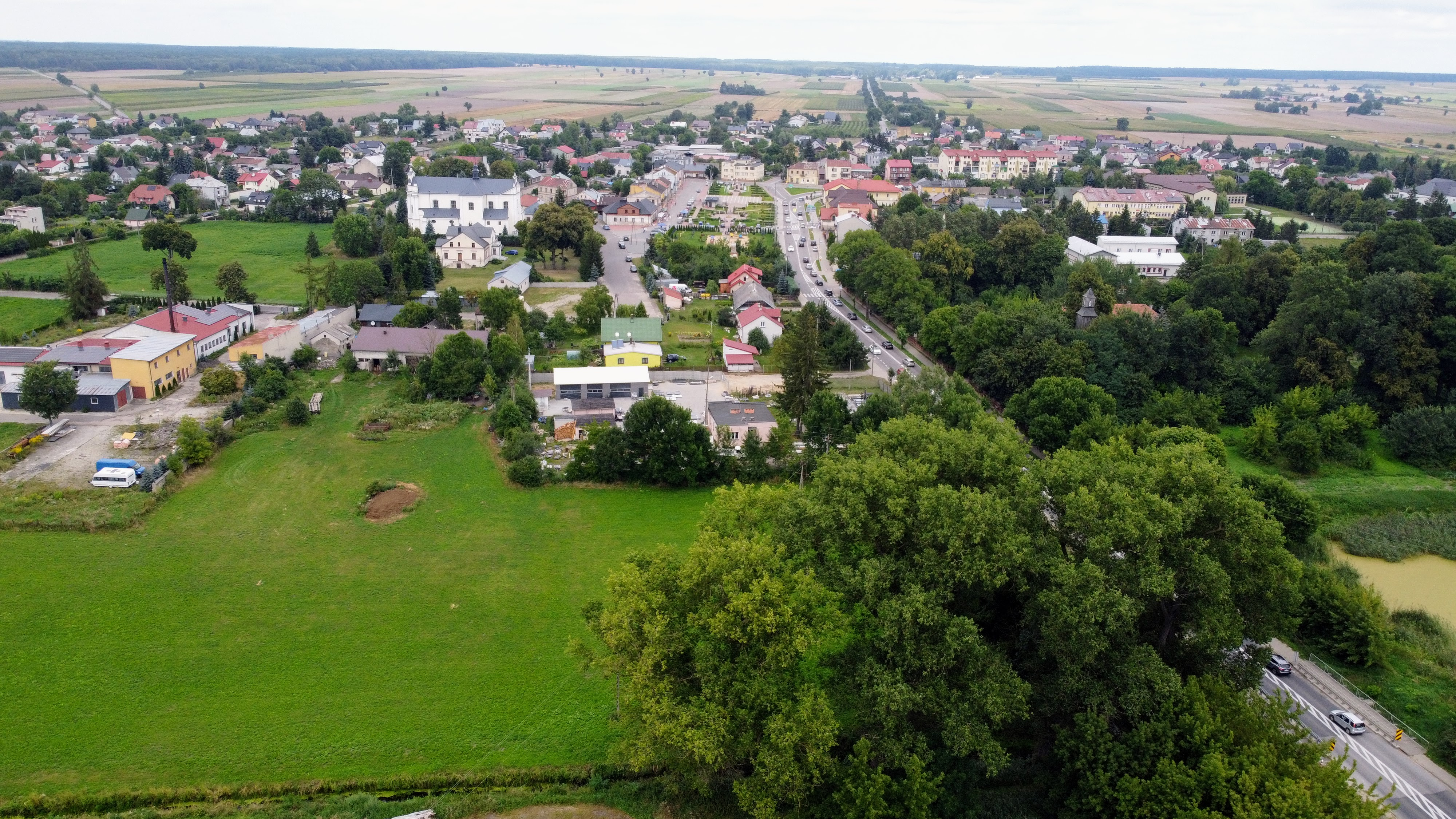
Widok na miasto z lotu ptaka